# Princessa
Princessa (née Mónica Cruz à Madrid, le 18 mai 1975) est une chanteuse espagnole.

## Biographie
À l'âge de 16 ans, elle est découverte par le producteur Frank Peterson. Elle devient connue grâce à sa participation dans le World On Ice de Madrid et le Gran Circo Mundial. En 1999, elle a déjà enregistré trois albums en Europe et au Japon

## Discographie

### Albums
- 1993 Princessa (EMI Electrola)
- 1996 Calling You (EMI Electrola)
- 1999 I Won't Forget You (EMI Electrola)

### Singles
- 1993 Rojo Y Llanto (EMI Electrola)
- 1994 Ensalza Tu Amor (EMI Electrola)
- 1996 Calling You (EMI Electrola)
- 1996 Anyone But You (EMI Electrola)
- 1997 Try To Say I'm Sorry (EMI Electrola)
- 1997 Baila Al Ritmo (EMI Electrola)
- 1997 Vivo (EMI Electrola)
- 1997 Summer Of Love (EMI Electrola)
- 1998 Snowflakes (EMI Electrola)
- 1999 I Won't Forget You (EMI Electrola)
- 1999 (You Just) Believe In You (EMI Electrola)
- 2005 All I Want